# Command & Conquer: Generals
Command & Conquer: Generals е компютърна игра, стратегия в реално време и седмата част от поредицата Command & Conquer. Тя е издадена за Microsoft Windows и Mac OS, през 2003 и 2004 г. Версията на Windows за Generals е разработена от EA Pacific и публикувана от EA Games, версията за Mac OS X е разработена и публикувана от Aspyr Media. Версията за Mac OS X е преиздадена от Aspyr за Mac App Store на 12 март 2005 г. В играта играчът може да избира измежду три различни фракции: САЩ, Китай и Глобалната армия за освобождение (GLA).

## Изисквания
Минимални изисквания за играта са: PIII 800 MHz, 128 MB RAM, 1.8 GB свободно пространство, видеокарта с поне 32 MB памет, звукова карта.

## Сюжет
В началото на 2022 година нещата в световен мащаб са се променили много, Китай вече не е затворена за запада комунистическа страна, а една от световните супер сили. Естествено и самочувствието и е като на такава, и не се вземат много на сериозно „малките“ проблеми, които и създава терористичната организация G.L.A. (Глобална освободителна армия). Все пак с малко закъснение политиците осъзнават проблема и се започва открита война с терористите. Китай мобилизира своята 4-милионна армия и почти успява да победи врага, но в последния момент от G.L.A. намесват биологични оръжия във войната. Това дава преимущество на терористите, което ги подтиква да започнат битка на нов фронт. Те нападат САЩ, от там естествено веднага отвръщат на удара и се включват във войната срещу тероризма.